# كلايد كاروانا
كلايد كاروانا هو سياسي مالطي من مواليد 21 فبراير 1985ينتمي إلى حزب العمل، ويشغل منصب وزير المالية والتوظيف منذ نوفمبر 2020.